# Mycalesis matho
Mycalesis matho är en fjärilsart som beskrevs av Smith 1896. Mycalesis matho ingår i släktet Mycalesis och familjen praktfjärilar. Inga underarter finns listade i Catalogue of Life.